# أمل المصري
أمل المصري إذاعية ومدبلجة لبنانية.

## أعمالها[1]

### الرسوم المتحركة
- بينو
- طمطوم وأبطال الروضة الخضراء
- اسألوا لبيبة
- الشجعان الثلاثة
- زهرة البراري
- البدايات المضيئة